# Manuel I Charitopul
Manuel I Sarantenos albo Charitopul, gr. Μανουήλ Α΄ Χαριτόπουλος Σαραντηνός (zm. w maju lub czerwcu 1222) – ekumeniczny patriarcha Konstantynopola rezydujący w Nicei w latach 1217–1222.

## Życiorys
Był filozofem. Funkcję patriarchy sprawował od stycznia 1217 r. aż do śmierci. Odegrał ważną rolę w traktacie pokojowym pomiędzy Robertem de Courtenay a Teodorem I Laskarysem.